# ألفريد ياك
ألفريد ياك (2 أغسطس 1911 – 28 أغسطس 1953) لاعب كرة قدم سويسري راحل كان يجيد اللعب في خط الهجوم.
لعب طوال مسيرته الرياضية في أندية سيرفيت (1931-1933) بازل (1933-1936) أولمبيك ليل (1936-1937) ميلوز (1937-1939) بازل (1939-1940).
مثل منتخب سويسرا في 28 مباراة مسجلا هدفين (1931-1936). شارك مع منتخب سويسرا في بطولة كأس العالم 1934 في إيطاليا حيث خرج من الدور الربع النهائي.

## وصلات خارجية
- ألفريد ياك على موقع الاتحاد الدولي (مؤرشف)  (الإنجليزية)
- ألفريد ياك على موقع قاعدة بيانات كرة القدم.إي يو (الإنجليزية)
- ألفريد ياك على موقع ناشيونال فوتبول تيمز (الإنجليزية)
- ألفريد ياك على موقع Soccerway.com (الإنجليزية)
- ألفريد ياك على موقع عالم كرة القدم.نت (الإنجليزية)
- سيرة ذاتية